# Major League Lacrosse Angreifer des Jahres
Die Warrior Major League Lacrosse Angreifer des Jahres-Auszeichnung wird jährlich an den besten Angreifer der Saison in der MLL verliehen.
| Jahr | Spieler         | Team                  |
| ---- | --------------- | --------------------- |
| 2001 | John Grant, Jr. | Rochester Rattlers    |
| 2002 | Mark Millon     | Baltimore Bayhawks    |
| 2003 | Mark Millon     | Baltimore Bayhawks    |
| 2004 | Blake Miller    | Philadelphia Barrage  |
| 2005 | Casey Powell    | Rochester Rattlers    |
| 2006 | Ryan Powell     | San Francisco Dragons |
| 2007 | John Grant, Jr. | Rochester Rattlers    |
| 2008 | John Grant, Jr. | Rochester Rattlers    |
| 2009 | Paul Rabil      | Boston Cannons        |
| 2010 | Matt Poskay     | Boston Cannons        |
| 2011 | Paul Rabil      | Boston Cannons        |
| 2012 | Paul Rabil      | Boston Cannons        |
| 2013 | Kevin Crowley   | Hamilton Nationals    |
| 2014 | Casey Powell    | Florida Launch        |
| 2015 | Jordan Wolf     | Rochester Rattlers    |
| 2016 | Rob Pannell     | New York Lizards      |
| 2017 | Eric La         | Denver Outlaws        |
| 2018 | Lyle Thompson   | New York Lizards      |
| 2019 | Rob Pannell     | Chesapeake Bayhawks   |